# El Rayo, Jalisco
El Rayo är en ort i Mexiko.   Den ligger i kommunen Tecalitlán och delstaten Jalisco, i den södra delen av landet, 400 km väster om huvudstaden Mexico City. El Rayo ligger 1 400 meter över havet och antalet invånare är 111.
Terrängen runt El Rayo är lite bergig. Runt El Rayo är det glesbefolkat, med 14 invånare per kvadratkilometer. Närmaste större samhälle är Tecalitlan, 18,4 km nordväst om El Rayo. I omgivningarna runt El Rayo växer huvudsakligen savannskog.